# Sèrie 331 de FGC
La sèrie 331 de Ferrocarrils de la Generalitat de Catalunya (FGC) és una sèrie d'unitats dièsel-elèctriques destinades a operar el servei de la línia Lleida - la Pobla de Segur.
Els trens d'aquesta sèrie van ser fabricats per l'empresa suïssa Stadler Rail i van entrar en servei el 24 de juliol de l'any 2016. Tenen una velocitat màxima de 120 km/h i una potència de 960 kW. Són trens autopropulsats de dos cotxes remolcs i un mòdul central motor.

## Història
L'any 1924 fou inaugurada el primer tram entre Lleida i Balaguer de la que avui es coneix com la línia de la Pobla de Segur, construïda per l'estat i operada per Renfe. Amb la popularització del cotxe, la línia va a poc a poc va perdre importància, fins al punt que va estar amenaçada de tancament des de l'any 1985. A partir d'aquest any, va començar un llarg període de batalla política entre el govern català i l'espanyol per aconseguir el traspàs de la línia i evitar-ne el tancament.
L'any 2005 es va traspassar la línia de la Pobla a la Generalitat de Catalunya i FGC la van gestionar, però donat que FGC encara no disposava de material mòbil per operar-la, van llogar trens de Renfe. D'aquesta manera, Renfe va continuar operant la línia amb trens de les sèries 592.2, 593 i 596. Finalment, l'any 2012 la Generalitat va comprar dos nous trens per tal d'operar la línia, i així van acabar així els deu anys de transició de propietat i gestió de la línia.
Així doncs, la primera unitat 331 va arribar als tallers del Pla de Vilanoveta (Lleida) el 16 de gener de 2016, on va ser presentada públicament pel president de la Generalitat, Carles Puigdemont, i el conseller de Territori i Sostenibilitat, Josep Rull. Posteriorment es va tramitar l'homologació per circular per la xarxa RFIG, necessària pel tram 1,9 km que uneix la línia de la Pobla de Segur amb l'Estació de Lleida Pirineus, que no es va traspassar a la Generalitat ja que es va considerar que formava part de les línies de Manresa i Tarragona.
Finalment, el 25 de juliol de 2016 van entrar en servei els dos nous trens de la sèrie 331 de FGC, amb un increment de serveis, una reducció de temps de viatge d'uns 15 minuts i una millora general del servei, amb la instal·lació de tòtems informatius a totes les estacions, nova senyalització i adaptació de les andanes a PMR.
L'any 2019 es va encarregar la construcció d'una tercera unitat, donat que quan s'ha de fer el manteniment a alguna de les dues unitats no es pot prestar el servei amb normalitat, ja que en calen dues unitats per a ser operat. Tot i que inicialment era previst que aquest fos entregat el 22 de maig de 2021, la pandèmia pel COVID-19 va endarrerir aquesta data fins al 22 d'agost de 2021. Finalment, i després d'un nou endarreriment, el tercer tren no es va descarregar al taller del Pla de Vilanoveta fins al 22 de març de 2022. Va entrar en servei comercial el 27 d'agost de 2022.

## Característiques
Els trens estan composts per 2 cotxes i un mòdul central, amb un bogie per a cada part. Al mòdul central s'hi concentra tota la cadena de tracció, formada per equips de tracció redundants, amb un motor dièsel i transmissió elèctrica al bogie motor central. Aquest mòdul central s'uneix pels extrems dels cotxes remolc, que tenen una cabina a l'extrem oposat. El fet que tots els sistemes i components són accessibles des de l'exterior minimitza els treballs de taller, reduint significativament els temps de manteniment.

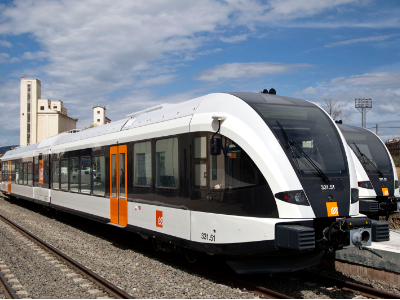
Imatge de dos dels tres trens de la sèrie 331 de FGC

### Cotxes
Els compartiments de viatgers consisteixen en plataformes de pis baix en un 75% de la longitud del tren. El seu disseny és obert i diàfan amb finestres de grans dimensions. Compten amb 88 seients fixes, 16 seients plegables, 2 places PMR i 97 places dempeus. Els seients plegables corresponen amb els espais per a bicicletes. Els trens estan adaptats a persones amb mobilitat reduïda i compten amb un lavabo, també adaptat a PMR. Disposen de sistema de climatització per a temperatures de fins a 40º C, sistemes d'informació al viatger amb indicadors i megafonia i endolls.

### Part mecànica
Els dos motors són de gran eficiència i mínima emissió de gasos. Són Deutz del tipus dièsel Euro IIIB de 600 CV cadascun amb tecnologia de posttractament de gasos per a la reducció d'emissions. Respecte els trens de la sèrie 596 que circulava abans en aquesta línia, s'aconsegueix una reducció d'emissions des dels 45,7 g/h als 18,1 g/h dels de la sèrie 331.

### Quadre de característiques
| Característica              | unitat |                |
| --------------------------- | ------ | -------------- |
| Fabricant                   |        | Stadler Rail   |
| Any de construcció          |        | 2015           |
| Quantitat                   |        | 3              |
| Amplada de via              | mm     | 1668           |
| Composició                  |        | Rc-M-Rc        |
| Rodatge                     |        | B-Bo'-B        |
| Potència                    | kW     | 960            |
| Esforç de tracció           | kN     | 800            |
| Velocitat màxima            | km/h   | 120            |
| Places assegudes            |        | 104            |
| Capacitat total             |        | 201            |
| Potència                    | kW     | 960            |
| Esforç de tracció           | kN     | 80             |
| Velocitat màxima            | km/h   | 120            |
| Tara                        | t      | 73             |
| Longitud unitat de tren     | mm     | 40.890         |
| Amplada                     | mm     | 2950           |
| Altura pis baix             | mm     | 620            |
| Altura pis alt              | mm     | 1020           |
| Tipus d'enganxament         |        | Scharfenberg   |
| Fre pneumàtic               |        | Aire comprimit |
| Comandament múltiple        |        | Si             |
| Any de remodelació del tren |        | 2040/2046      |
| Año de retirada del tren    |        | 2065/2071      |

## Llistat d'unitats 331
Actualment hi ha tres unitats 331 en funcionament:
- 331.01 + 331/01 + 331.51
- 331.02 + 331/02 + 331.52
- 331.03 + 331/03 + 331.53

La tercera unitat va ser introduïda al servei l'agost del 2022 per a reforçar el servei de la línia.